# Richard Mason (1919-1997)
Richard Mason (Hare, 16 maggio 1919 – Roma, 13 ottobre 1997) è stato uno scrittore, produttore cinematografico e regista inglese.
Nato vicino a Manchester, fu istruito nel Dorset, lavorò prima in una rivista cinematografica, e poi per il British Council. Con lo scoppio della seconda guerra mondiale venne arruolato come ufficiale della RAF ed inviato in India ove, assieme ad una ristretta cerchia di altri ufficiali, ebbe la possibilità di imparare il giapponese e divenne un interrogatore di prigionieri di guerra. 
Come autore scrisse The Wind Cannot Read (Il vento non sa leggere, John Llewellyn Rhys Prize nel 1948), completato in pochi mesi durante la campagna di Birmania nel 1944 (e da cui nel 1958 fu tratto un omonimo film), e The Shadow and the Peak (L'ombra e la cima).
Furono le sue esperienze mentre viveva a Hong Kong che lo ispirarono a scrivere il romanzo The World of Suzie Wong (Il mondo di Suzie Wong), il quale fu successivamente adattato per il teatro (a Broadway i protagonisti furono William Shatner e France Nuyen), per poi diventare nel 1960 un film con protagonisti William Holden e Nancy Kwan.
Accanito fumatore morì di cancro alla gola a Roma, dove viveva da alcuni decenni.

## Opere
- Il vento non sa leggere (The Wind Cannot Read, 1946)
- L'ombra e la cima (The Shadow and the Peak, 1950)
- Il mondo di Suzie Wong (The World of Suzie Wong, 1957)
- L'albero della febbre (The Fever Tree, 1962)